# 竹圍 (苗栗縣)
竹圍，是臺灣苗栗縣銅鑼鄉的一個傳統地域名稱，位於該鄉西南部。相較於今日行政區，其範圍大致為樟樹村不含東北部。

## 歷史
台灣清治末期至日治初期，竹圍地區為一街庄，稱為「竹圍庄」，隸屬於苗栗一堡。該庄北與九湖庄、樟樹林庄為鄰，東與老鷄隆庄、新鷄隆庄為鄰，南邊為雙草湖庄，西邊為福興庄、南和庄。
1901年（日治明治三十四年）11月，全台廢縣廳改設二十廳，該庄隸屬於苗栗廳。1909年（明治四十二年）10月，合併二十廳為十二廳，該庄改隸屬於新竹廳。1920年（大正九年），廢十二廳改設五州二廳，該庄改制為「竹圍」大字，隸屬於新竹州苗栗郡銅鑼庄。
戰後銅鑼庄改制為銅鑼鄉，隸屬於新竹縣，大字亦改制為村。1950年桃、竹、苗分治，銅鑼鄉改隸屬於苗栗縣。

## 聚落
本地區發展較早的聚落有水井、東片、竹圍、番藔坑（竹盛坑）、膝湖、草藔、長潭坑等，在日治期初期的官方地圖上已有記載。此外，本地區尚有上竹圍聚落。

## 交通
台鐵山線大致以北北東—南南西走向轉北偏東—南偏西走向經過竹圍地區中部的西湖溪西岸地帶。境內未設站，北側最近的是銅鑼車站，南側最近的是三義車站，均屬三等站，只停靠區間車，由此等可前往台鐵沿線各地。
國道1號又稱「中山高速公路」，是台灣西部兩條縱向高速公路之一，大致以北北東—南南西走向蜿蜒經過本地區中部偏東地帶。境內未設交流道，北側最近的是銅鑼科學園區銅科北路交會口且可與省道台13線連結的銅鑼交流道，南側最近的是鄉道苗51線交會口的三義交流道，由此等進入可快速前往國道1號沿線各地。
省道台13線是香山內湖至豐原的幹道，其中尖山至豐原路段俗稱「尖豐公路」，大致以北北東—南南西走向蜿蜒經過本地區中部偏東地帶，且介於西湖溪與國道1號之間。由該道路向北可前往銅鑼市區西側、苗栗、造橋、竹南等地，向南可前往三義、后里、豐原並止於省道台3線路口。